# Tré Cool
Tré Cool   (Frankfurt del Main, 9 de desembre de 1972) pseudònim pel que és conegut Frank Edwin Wright III, és un músic estatunidenc d'origen alemany, conegut sobretot per ser el bateria de la banda de punk rock Green Day durant molt de temps. Va substituir l'antic bateria de la banda, John Kiffmeyer, el 1990. Cool també ha tocat a The Lookouts, Samiam, Dead Mermaids, Bubu and the Brood i als projectes secundaris de Green Day, The Network i The Foxboro Hot Tubs.
Va reemplaçar al bateria original Al Sobrante, que va deixar la banda per estudiar a la universitat. Tré també toca la guitarra i l'acordió. Ha compost cançons de Green Day com: Dominated Love Slave i All By Myself. Usa una bateria de marca Ludwig, platets i baquetes Zildjian.

## Biografia
Frank Edwin Wright III va néixer el 9 de desembre de 1972, a Frankfurt, Alemanya Occidental, fill de Frank Edwin Wright Jr. i Linda Wright. Vivia a Willits, Califòrnia, amb el seu pare i la seva germana gran, la Lori. Té ascendència alemanya i el seu pare va ser pilot d'helicòpter durant la guerra del Vietnam.
En el seu segon any, Cool va deixar l'institut i va optar per obtenir un GED. Va començar a prendre classes en un centre de formació professional local, però els deixaria de banda a mesura que Green Day es convertia en una prioritat que li consumia més temps. Durant aquest temps, la banda va considerar la possibilitat de dissoldre's perquè va costar molt de temps adaptar-se a tocar amb Cool.
El veí més proper de Wright durant la seva infància va ser Larry Livermore, que en aquell moment era el cantant de la banda punk The Lookouts. Quan Wright tenia 11 anys, Livermore el va reclutar com a bateria dels Lookouts, i Tre va adoptar el nom de "Tré Cool", utilitzant tant la paraula francesa "très" (que significa "molt") com la paraula anglesa "cool" com a forma de dir que era "molt guai". «Trey», un joc de paraules amb els títols generacionals de la família Wright, ja que era el tercer Frank Wright, ja havia estat el sobrenom de Wright abans de l'addició de «Cool».
Cool va cantar "The Mushroom is Exploding" de l'àlbum debut de The Lookouts de 1987, One Planet One People. Es pot sentir un Cool de dotze anys cantant les maquetes de les quals al tema "Lookout! It's The Lookouts!" de 1985. Després va aparèixer al seu segon àlbum, Spy Rock Road, amb "That Girl's from Outer Space" i "Sonny Boy".
Quan el bateria de Green Day, John Kiffmeyer, va deixar la banda, el grup va reclutar Cool per ser el seu bateria. El pare de Cool el va donar suport i va revisar un bibliobús per transportar la banda. Més tard diria: "Els vaig veure passar de ser un grup de nens a un grup de músics amb ètica de treball", i també va afegir: "En la seva primera gira o dues, va ser més una festa que res més. Encara em grato el cap i dic: 'Com dimonis ho han aconseguit?' Solien assajar a la meva sala d'estar aquí, moltes de les cançons que van fer a Dookie . Ho sents com comença a funcionar i no esperes que la gent surti a comprar-ho. Però quan ho fa, simplement dius: 'Ostres, mola molt'".
Amb Green Day, va cantar i tocar la guitarra a "Dominated Love Slave" de Kerplunk i a la cançó oculta "All by Myself" de Dookie, ambdues escrites i compostes per ell (a "Dominated Love Slave", el guitarrista i vocalista Billie Joe Armstrong tocava la bateria). Va escriure i cantar la subpista "Rock and Roll Girlfriend" del popurri "Homecoming" que apareix a l'àlbum American Idiot. També va cantar i va escriure la cançó "DUI" ("Driving Under the Influence"), que va ser gravada per al cinquè àlbum d'estudi de Green Day, Nimrod, i que s'havia de publicar a l'àlbum recopilatori Shenanigans el 2002, però va ser omesa i només es pot trobar en còpies promocionals sense masteritzar de l'àlbum i en línia. També existeixen diverses cançons en directe, generalment de cap al 1993, com ara "Food Around the Corner", una cançó del dibuix animat d'Elmer Fudd de 1943, An Itch in Time. També es va gravar una altra cançó en directe, "Billie Joe's Mom".
El 1998, després que Green Day guanyés el trofeu "Moon Man" als MTV Music Awards, Cool va pujar a la famosa Universal Globe dels Universal Studios.
Durant una entrevista de ràdio a l'emissora alternativa DC 101 de Washington DC (Elliott in the Morning), Cool va cantar i tocar la guitarra acústica en una cançó curta titulada "Like a Rat Does Cheese", una cançó sobre el plaer de la fel·lació. També ha gravat una versió de "Chocolate Rain" de Tay Zonday. També va cantar a la cadena Network les cançons "Hungry Hungry Models", "Asphyxia", "Flat Earth", "Respirator", "Squatter", "That's How They Get You", "The Stranger" i "Hey Elon" com a Snoo.
Cool va guanyar el "Millor bateria punk" a DRUM! Premis Drummies 2011 de la revista, que reconeix alguns dels millors percussionistes de tots els gèneres musicals. També va aparèixer a la llista Nitpick Six: The Six Best Drum Fills i va ocupar el lloc número 6 per la introducció de "Basket Case". El 2014, LA Weekly va nomenar Tré Cool número 2 dels "5 millors bateria punk de tots els temps".